# Souk Tolba
Souk Tolba  (in arabo سوق الطلبة‎?) è un centro abitato e comune rurale del Marocco situato nella provincia di Larache, regione di Tangeri-Tetouan-Al Hoceima. Conta una popolazione di 13 049 abitanti (censimento 2014).